# Уайз, Дэвид (фристайлист)
Дэ́вид Уа́йз (англ. David Wise; род. 30 июня 1990, Рино, Невада) — американский фристайлист, специализирующийся в дисциплинах хафпайп и суперпайп, двукратный олимпийский чемпион 2014 и 2018 годов в хафпайпе, чемпион мира 2013 года в хафпайпе, 4-кратный победитель X-Games в суперпайпе.
Первый в истории победитель в хафпайпе на Олимпийских играх. Обладатель кубка мира в хафпайпе (2011/12). Трёхкратный победитель зимних экстремальных игр (англ. X-Games) (2012, 2013 и 2014).

## Результаты

### Олимпийские игры
| Место | Дата            | Место проведения | Вид     | Победитель |
| ----- | --------------- | ---------------- | ------- | ---------- |
| 1     | 18 февраля 2014 | Сочи             | Хафпайп | —          |

### Чемпионат мира
| Место | Дата           | Место проведения | Вид     | Победитель   |
| ----- | -------------- | ---------------- | ------- | ------------ |
| 4     | 5 марта 2009   | Инавасиро        | Хафпайп | Кевин Роллан |
| 4     | 5 февраля 2011 | Дир-Уэлли        | Хафпайп | Майк Риддл   |
| 1     | 5 марта 2013   | Восс             | Хафпайп | —            |

### Кубок мира

#### Генеральная классификация
| Сезон   | Место |
| ------- | ----- |
| 2008/09 | 42    |
| 2010/11 | 25    |
| 2011/12 | 22    |
| 2012/13 | 13    |
| 2013/14 |       |

#### Подиумы
| Дата           | Место проведения | Вид     | Место |
| -------------- | ---------------- | ------- | ----- |
| 19 марта 2009  | Ла-Плань         | Хафпайп | 2     |
| 20 марта 2011  | Ла-Плань         | Хафпайп | 2     |
| 4 марта 2012   | Маммот-Маунтин   | Хафпайп | 1     |
| 2 февраля 2013 | Парк-Сити        | Хафпайп | 1     |
| 12 января 2014 | Брекенридж       | Хафпайп | 1     |
| 11 января 2013 | Коппер-Маунтин   | Хафпайп | 3     |

- В сумме (3 первых, 2 вторых и 1 третье место).